# 65363 Ruthanna
65363 Ruthanna este un asteroid din centura principală de asteroizi.

## Descriere
65363 Ruthanna este un asteroid din centura principală de asteroizi. A fost descoperit pe 7 august 2002 la Needville de Joseph A. Dellinger. Asteroidul prezintă o orbită caracterizată de o semiaxă mare de 2,37 ua, o excentricitate de 0,22 și o înclinație de 2,1° în raport cu ecliptica.